# عمود البيت (مسلسل)
عمود البيت مسلسل كويتي إنتاج عام 2018

## قصة العمل
تدور أحداث العمل في منزل الجد الكبير الذي يتابع هموم أبنائه وأحفاده ومشكلاتهم وأعمالهم وأمورهم الحياتية، ويناقش عادات وتقاليد الأجداد والآباء، في ظل المتغيرات الاجتماعية والتكنولوجية والحياة العصرية وتأثيراتها المدمرة في الأسرة والمجتمع وانضمام الشباب للمنظمات المتطرفة الإرهابية

## الممثلون
- سليمان الياسين

```
(عبد العزيز/الاب)
```

- زهرة الخرجي

```
(غنيمة )
```

- أسمهان توفيق

```
(سارة/الام)
```

- شهاب جوهر

```
(غانم)
```

- سلمى سالم

```
(وسمية ام فيصل)
```

- ملاك

```
(نادية)
```

- عبدالله عبدالعزيز

```
(سعود)
```

- محمد الدوسري

```
(فهد)
```

- خلود أحمد

```
(سعاد)
```

- هدى صلاح

```
(سكينة)
```

- رامي العبدالله
- نواف الفجي

```
(فيصل)
```

- روان العلي

```
(مريم)
```

- عبدالإمام عبدالله

```
(عبد الحميد-ضيف شرف)
```

- جاسم عباس

```
(كاظم-ضيف شرف)
```

- شهاب حاجيه

```
(أبو باقر)
```